# Hiromichi Itō
Hiromichi Itō (jap. 伊藤広道 Itō Hiromichi; ur. 1 listopada 1963 w prefekturze Gifu) – japoński zapaśnik w stylu klasycznym. Olimpijczyk z Seulu 1988. Ósmy w kategorii 74 kg.
Czterokrotny uczestnik mistrzostw świata, szósty w 1989. Drugi na igrzyskach azjatyckich w 1990 i trzeci w 1986. Złoty medalista mistrzostw Azji w 1987, srebrny w 1989 i 1993. Piąty w Pucharze Świata w 1989 i szósty w 1985 roku.